# خورشیدگرفتگی ۱۲ اکتبر ۱۹۵۸
خورشیدگرفتگی ۱۲ اکتبر ۱۹۵۸ (به انگلیسی: Solar eclipse of October 12, 1958) یک خورشیدگرفتگی از نوع خورشیدگرفتگی کامل است. این خورشیدگرفتگی در تاریخ ۱۲ اکتبر ۱۹۵۸ میلادی (‎۲۰ مهر ۱۳۳۷ خورشیدی) روی داد که زمان اوج آن، ساعت ۲۰:۵۵:۲۸ به‌وقت ساعت هماهنگ جهانی بوده‌است. مدت زمان و طول این خورشیدگرفتگی ۵ دقیقه و ۱۱ ثانیه بود.